# 1. Klasse Halle-Merseburg 1942/43
De 1. Klasse Halle-Merseburg 1942/43 was het tiende en laatste voetbalkampioenschap van de 1. Klasse Halle-Merseburg, het tweede niveau onder de Gauliga Mitte en een van de drie reeksen die de tweede klasse vormden. KSG RB/VfL Merseburg werd kampioen en kon via de eindronde promotie afdwingen.
Na dit seizoen werd de 1. Klasse ontbonden en vond er enkel competitie plaats in de 2. Klasse, die nu de tweede klasse vormde omdat deze regionaal verder onderverdeeld was.

## Eindstand
| Plaats | Club                    | Wed. | Saldo | Ptn.  |
| ------ | ----------------------- | ---- | ----- | ----- |
| 1.     | KSG RB/VfL Merseburg    | 14   | 48:19 | 22:6  |
| 2.     | SV Union Sandersdorf    | 15   | 37:30 | 20:10 |
| 3.     | SpVgg Borussia 02 Halle | 15   | 33:23 | 18:12 |
| 4.     | FC Wittenberg 07        | 14   | 39:29 | 17:11 |
| 5.     | SV 1898 Halle           | 16   | 35:45 | 16:16 |
| 6.     | SG Mockrehna            | 15   | 35:47 | 12:18 |
| 7.     | SV Merseburg 99         | 13   | 39:28 | 11:15 |
| 8.     | MSV Torgau              | 13   | 29:39 | 11:15 |
| 9.     | Rot-Weiß/VfL Bitterfeld | 15   | 33:48 | 10:20 |
| 10.    | FC Preußen 01 Merseburg | 12   | 26:46 | 5:19  |

Deze tabel is onvolledig, er ontbreken uitslagen van 19 wedstrijden. MSV Torgau trok zich na dertien wedstrijden terug uit de competitie. 
|  | Kampioen, deelname promotie-eindronde |